# Edwina Currie

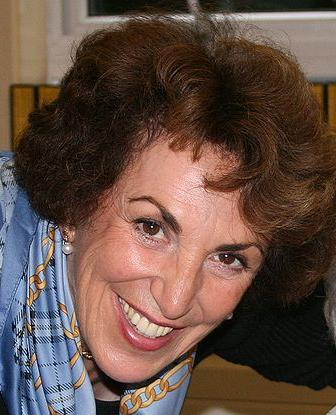
Edwina Currie (2009)

Edwina Currie Jones (geboren am 13. Oktober 1946 in Liverpool, England) ist eine britische Autorin, Radio- und Fernsehmoderatorin sowie ehemalige Politikerin (Konservative). Sie geriet landesweit in die Schlagzeilen, als sie 2002 eine vierjährige Affäre mit John Major bekannt machte.

## Leben
Edwina Currie, geb. Cohen, ist die Tochter orthodoxer Juden. Sie wurde in Liverpool geboren und studierte am St Anne’s College in Oxford und machte einen Master in Wirtschaftsgeschichte an der London School of Economics. In Birmingham war sie in der Kommunalpolitik tätig und kandidierte 1983 erfolgreich für das Unterhaus. Den wiedergeschaffenen Wahlkreis South Derbyshire verlor sie 1997 an den Gegenkandidaten Mark Todd. In den Jahren 1994 und 1999 bewarb sie sich vergeblich um einen Sitz im Europäischen Parlament.
Margaret Thatcher ernannte Currie 1986 als Nachfolgerin von John Major zur Staatsministerin für Gesundheit (Junior-Ministerin). Sie wurde durch ihre Medienkampagnen zu Herzkrankheiten, zur Krebsvorsorge bei Frauen und die erste AIDS-Kampagne bekannt. Die Fernsehsendung Spitting Image karikierte sie als Vampirin oder Cruella de Vil. Im Dezember 1988 musste sie aus der Regierung ausscheiden, nachdem sie öffentlich erklärte, dass die meisten britischen Eier mit Salmonellen infiziert seien. Roger Freeman wurde ihr Nachfolger. Currie lehnte 1992 Majors Angebot ab, in die Regierung zurückzukehren.
Von 1998 bis 2003 hatte Currie die dreistündige Late-Night-Show Late Night Currie im Radioprogramm BBC Five Live. Sie stieg nach fünf Jahren aus der erfolgreichen Sendung aus, da die Sendung auf Samstag und Sonntag terminiert war. In den beiden letzten Jahren strahlte HTV zudem die Sendung Currie Night im Fernsehen aus. Seit 2003 trat Currie in einer Vielzahl von Reality-TV-Shows auf, dazu gehörten beispielsweise Koch- und Dinnersendungen, Formate mit Frauentausch oder die Jagd nach Antiquitäten. Sie gewann 2004 die Quizshow Celebrity Masterminds der BBC und lebte im September 2007 eine Woche in einem Zelt auf dem Dach von ITV. Mit ihrem Partner Vincent Simone schied Currie 2011 bei der neunten Staffel der BBC-Live-Tanzshow Strictly Come Dancing in der ersten Runde aus. Im Dschungelcamp der 14ten Staffel von I’m a Celebrity … Get Me Out of Here! wurde sie 2014 Vierte. Mit Diane Abbott gewann sie bei Celebrity Pointless.
Als Autorin veröffentlichte Currie in den Jahren von 1989 bis 2001 nach drei Sachbüchern sechs Romane. Als sie 2002 ihre Tagebücher 1987–1992 veröffentlichte, wurde bekannt, dass sie Mitte der 1980er Jahre eine vierjährige Affäre mit John Major, 1990–1997 britischer Premierminister, hatte. Sie beendeten diese, als sich der Aufstieg von Major in der Regierung Thatchers abzeichnete.
Currie schreibt regelmäßig Beiträge für Nachrichtensendungen und Magazine von Sky News, BBC Newsnight und Question Time, Al Jazeera, den Radioprogrammen der BBC sowie anderen Sendern.
Currie hat zwei Töchter aus erster Ehe und vier Stiefsöhne aus der zweiten Ehe mit dem Polizeibeamten John Jones. Er beriet Filmteams, wirkte bei Reality-TV-Serien mit und verstarb 2020.

## Curries Ergebnisse in ihrem Wahlkreis
| Wahl                         | Wahlkreis        | Partei        | Partei             | Stimmen       | %             | Resultat      |
| Edwina Currie                | Edwina Currie    | Edwina Currie | Edwina Currie      | Edwina Currie | Edwina Currie | Edwina Currie |
| ---------------------------- | ---------------- | ------------- | ------------------ | ------------- | ------------- | ------------- |
| Britische Unterhauswahl 1983 | South Derbyshire |               | Conservative Party | 25.909        | 43,8          | Gewählt       |
| Britische Unterhauswahl 1987 | South Derbyshire |               | Conservative Party | 31.927        | 49,1          | Gewählt       |
| Britische Unterhauswahl 1992 | South Derbyshire |               | Conservative Party | 34.266        | 48,7          | Gewählt       |
| Britische Unterhauswahl 1997 | South Derbyshire |               | Conservative Party | 18.742        | 31,3          | Gescheitert   |

## Werke
Romane:
- Parliamentary Affair. 1994.
  - Liebe im Schatten. Übersetzt von Ulrike Lazlo. Heyne, München 1997. ISBN 978-3-453-11709-9.
- A Woman's Place. 1996.
- She's Leaving Home. 1997.
- The Ambassador. 1999.
- Chasing Men. 2000.
- This Honourable House. 2001.

Sachbücher:
- Life Lines. 1989.
- What Women Want. 1990.
- Three Line Quips. 1992.

Tagebücher:
- Diaries 1987–92. 2002.
- Diaries Volume II 1992-1997. 2012.